# Ikeda Tatsuya
Tatsuya Ikeda (sinh ngày 18 tháng 5 năm 1988) là một cầu thủ bóng đá người Nhật Bản.

## Sự nghiệp câu lạc bộ
Tatsuya Ikeda đã từng chơi cho Oita Trinita.